# Baphia puguensis
Baphia puguensis är en ärtväxtart som beskrevs av Richard Kenneth Brummitt. Baphia puguensis ingår i släktet Baphia och familjen ärtväxter. IUCN kategoriserar arten globalt som starkt hotad. Inga underarter finns listade i Catalogue of Life.